# Branchiobdellida
I branchiobdellidi sono anellidi di piccoli dimensioni, solitamente ectoparassiti di crostacei d'acqua dolce.
Le specie più grandi arrivano sino al centimetro, mentre quelle più piccole sono di grandezza inferiore al millimetro. La forma del corpo è allungata, a bacchetta o a pera, ed è appiattito ventralmente o dorsoventralmente. Il numero di segmenti varia da 15 a 16, ed è solitamente suddiviso in questo modo: i primi quattro costituiscono il capo, con il primo segmento adibito a bocca (peristomio); il corpo è costituito invece da undici segmenti. Ogni segmento del corpo risulta essere diviso da un solco in due altri anelli, uno più grande (anteriore) ed uno più piccolo (posteriore). Sull'anello anteriore, in alcune specie, si sviluppano estensioni a forma di piccoli bastoncelli. L'organo orale, il peristomio, è suddiviso in due labbra, una superiore ed una dorsale. Quella superiore può essere dotata di piccoli tentacoli. Il canale alimentare si apre con una faringe muscolosa nella cui parte anteriore sono situate due mascelle. L'esofago è un breve segmento a cui segue lo stomaco, diviso in setti. Una costrizione separa lo stomaco dall'intestino, anch'esso suddiviso in camere. Un altro setto segna il passaggio all'intestino, che si restringe sino a formare il retto. L'ano si apre nel decimo segmento del corpo dell'anellide.